# Магнезит (гірська порода)
Магнезит — карбонатна гірська порода кристалічної або аморфної будови, що складається переважно з мінералу магнезиту з домішками гідромагнезиту, доломіту, кальциту, тальку, хлориту, глинистої та вуглистої речовин. Колір магнезиту залежить від характеру домішок та змінюється від білого до чорного. Поширена зерниста маса — від грубо- до прихованокристалічної (порцеляноподібної). Колір сніжно-білий, сірий, жовтуватий, рожевий. Твердість 4-7.  Осадовий магнезит відкладається в озерах і лагунах, перешаровуючись з доломітом або в суміші з ангідритом.

## Геолого-промислові типи
Найважливішими геолого-промисловими типами родовищ магнезиту і бруситу є:
- Стратиформні поклади кристалічного або оталькованого магнезиту в осадових карбонатно-магнезіальних товщах протерозою — раннього палеозою (Саткінські родовища на Південному Уралі, Савінське в Східному Саяні, Удерейське на Єнісейському кряжі, Ляонін в Китаї, Заглеркогель в Австрії, Кочінца в Словаччині, а також родовища КНДР, Іспанії, Бразилії), що містять ~85% світових запасів;
- Штокверкові і штокверково-жильні родовища криптокристалічного магнезиту в ультрабазитах екзогенно-інфільтраційного і гідротермального генезису (Халіловське родовище на Південному Уралі, родовища Закавказзя і Казахстану; країн колишньої Югославії, Греції, Туреччини, Італії, Індії), частка яких — 15 % світових запасів. В останні десятиліття за рубежем в теригенних товщах були виявлені великі скупчення криптокристалічного магнезиту на Кубі (родовище Реденсон) і в Австралії (родовище Кунварарі); в перспективі роль родовищ цього типу буде зростати. Найбільші родовище магнезиту локалізовані в товщах лагунно-морського доломіту: пласти М. потужністю до 500м і протяжністю на десятки км. Встановлені світові запаси магнезиту оцінюються в 12 млрд т.

Практична значущість магнезиту визначається широким використанням у промисловості вогнетривів (близко 90 % сировини, що добувається), сільському господарстві і медицині оксиду магнію. 2/3 світового виробництва оксиду магнію припадає на випалення природних магнезиту і бруситу, а близько 1/3 — на екстракцію з морської води, підземних і поверхневих розсолів. Наймасовіший продукт переробки магнезиту — вогнетривка магнезія — використовується переважно у металургії. Чистий плавлений периклаз — електроізоляційний термостійкий матеріал з високою теплопровідністю. Каустична магнезія застосовується в процесах хімічної переробки, ряді галузей промисловості. 

## Світовий видобуток магнезиту
Світовий видобуток магнезиту в кінці ХХ ст.— 1998 (1997) становив (в тис. т): всього 18091 (18665), в тому числі в Австралії 359 (245); Австрії 650 (650); Бразилії 1200 (1300); Канаді 200 (200); КНР 8500 (8000); Греції 650 (650); Індії 372 (375); КНДР 800 (1600); РФ 2200 (2700); Сербії 60 (95); Словаччині 1000 (1000); Іспанії 500 (450); Туреччині 1400 (1200). Виробничі потужності підприємств по виробництву оксиду магнію з природного магнезиту по країнах світу в 1998 р. становили (в тис. т MgO на рік): всього 8710, в тому числі в Австралії 150; Австрії 550; Бразилії 350; Канаді 100; КНР 3500; Греції 260; Індії 300; КНДР 500; Іспанії 200; Туреччині 400; РФ 2200; Сербії 200; Словаччині 300. Світове виробництво оксиду магнію з морської води на 1998 р. становило 1755 тис. т/рік.

## Магнезит в Україні
В Україні поклади магнезиту не великі. Вони зосереджені в південній і південно-східній частинах Українського щита (Придніпровський блок). Розвідане і прийняте на баланс Правдинське родовище талько-магнезитів та карбонатних серпентинітів. Родовища розташоване біля с. Грушівка Криничанського району на Дніпропетровщині. Запаси категорії В+С1 становлять 105,1 млн т, з яких 55% талько-магнезити і 45% карбонатизовані серпентиніти. Талько-магнезити містять також Ni, Co, Cr. В Оріхівському районі Запорізької області розвідано Веселянське родовище талько-магнезиту з запасами категорії С1 132,3 млн т.
Також магнезит виявлено у Криворізькому залізорудному басейні серед бурих залізняків і карбонатних жил, на Донбасі у складі доломітної товщі  та вапняково-магнієвих скарнах, у Придністров’ї у складі нерозчинених залишків гіпсу, як супутник калійних солей Передкарпаття.
У 1995—2005 рр. Україна імпортувала магнезитову сировину (річна потреба 675 тис. т), головним чином з Китаю.